# Larisa (grad u Grčkoj)
Larisa (grčki: Λάρισα) je grčki grad, sjedište periferije Tesalije i prefekture Larise. Larisa je važno prometno čvorište Grčke, na glavnom magistralnom putu Solun – Atena. Larisa je centar poljoprivrednog kraja. U širem gradskom području živi oko 250 000 stanovnika, iz Larise vode putevi za Volos (luka na Egejskom moru) ili u brda na sjever. Grad ima međunarodnu zrakoplovnu luku. Grad leži na rijeci Pinejos.
Po legendi Hipokrat, otac medicine, umro je u Larisi.

## Povijest
Prvi povijesno znani stanovnici ovog kraja bilo je grčko pleme Pelazgi. U V st. pr. Kr. ovo područje je uključeno u civilizacijske tokove, ali je ostalo po strani glavih zbivanja, tako da o Larisi ne znamo baš puno iz tog vremena. Znamo samo anegdotski da su slavni liječnik Hipokrat, kao i filozof Gorgija umrli u Larisi. Za vrijeme Peloponeskog rata Larisa je stala stranu Atene. 344. god. pr. n. e. područje Larise potpalo je pod vlast antičke Makedonije, od 196. god. bila pod vlašću Rima. Od V st. n.e. Larisa je sjedište arhiepiskopa.

U srednjem vijeku Larisa je manje više pod vlašću Bizanta, osim zakratko pod Bugarskom i Srbijom, od XV. st. n.e.  grad je pod otomanskom vlašću. Pod Turcima Larisa ostaje sljedećih 400 godina, ali znana pod imenom Novi Grčki grad (turski: Yenişehr-i Fenar). 1881. godine. Larisa ulazi u sastav nezavisne Grčke, nakon toga dolazi do masovnog iseljavanja muslimanskog stanovništva, zadnji ostatci muslimanskog stanovništva iseljavaju se nakon Grčko-Turskog rata 1897. – 98. godine.

## Gradovi prijatelji
- Bălţi, Moldova
- Banská Bystrica, Slovačka
- Knoxville, Tennessee, SAD
- Stara Zagora, Bugarska
- Rybnik, Poljska
- Ürgüp, Turska

## Vanjske poveznice
- Službene stranice
- Službene stranice regije Tesalija  Arhivirana inačica izvorne stranice od 25. rujna 2001. (Wayback Machine)